# Isola del Nord
L'Isola del Nord (North Island in inglese, Te Ika-a-Māui in māori) è una delle due isole principali che costituiscono la Nuova Zelanda.
Con una superficie di 113 729 km² essa è la quattordicesima isola più grande del mondo.

## Descrizione
Sull'Isola del Nord si trovano numerose importanti città tra cui Auckland e Wellington, rispettivamente la più popolosa città del Paese e la sua capitale. La prima si trova alla sua estremità nord-occidentale, mentre la seconda all'estremità sud-occidentale sullo stretto di Cook, il braccio di mare che separa l'Isola del Nord da quella del Sud, più estesa, ma meno popolata.
Nell'Isola del Nord vive circa il 76% della popolazione neozelandese.
Secondo la mitologia dei Maori, l'Isola del Nord e quella del Sud nacquero all'epoca di Māui, che era un semidio. Mentre egli pescava insieme ai suoi fratelli a bordo della loro canoa (l'Isola del Sud), presero un grosso pesce e cercarono di tirarlo fuori dal mare. Mentre Māui non stava guardando, i suoi fratelli combatterono con il pesce fino a che non riuscirono a farlo affiorare dall'acqua.
Questo grande pesce divenne l'Isola del Nord e infatti il suo nome in lingua māori è Te Ika-a-Māui (cioè il pesce di Māui). Secondo questa leggenda, le montagne e le valli della grande isola sono il risultato dei numerosi colpi dati al pesce dai fratelli di Māui.
Senza un nome ufficiale per molti anni (così come l'Isola del Sud), nel 2013 e dopo una consultazione popolare, all'Isola del Nord è stato assegnato il nome che porta, assieme al nome maori di Te Ika-a-Maui nell'ottobre 2013.

## Regioni dell'Isola del Nord
Nell'Isola del Nord e nelle isole situate nelle sue vicinanze si trovano 9 regioni;
- Northland
- Auckland
- Baia dell'Abbondanza
- Gisborne
- Waikato
- Taranaki
- Manawatu-Wanganui
- Baia di Hawke
- Wellington

## Città dell'Isola del Nord
Le maggiori città neozelandesi situate sull'Isola del Nord sono:
- Auckland
- Cambridge
- Coromandel
- Foxton
- Gisborne
- Hamilton
- Hastings
- Huntly
- Kerikeri
- Matamata
- Masterton
- Napier
- New Plymouth
- Otaki
- Pahiatua
- Palmerston North
- Paraparaumu
- Raglan
- Rotorua
- Stratford
- Taupo
- Tauranga
- Wellington

## Luoghi di maggior interesse
- Cape Reinga
- Cook Strait
- Lago Taupo
- Parco nazionale del Tongariro
- Taumatawhakatangihangakoauauotamateaturipukakapikimaungahoronukupokaiwhenuakitanatahu
- Waikato
- Waipoua Kauri Forest
- Grotte di Waitomo